# 아키데일리
아키데일리(영어: ArchDaily)는 건축 뉴스, 건축 프로젝트, 건축 관련 제품, 건축 행사, 건축 인터뷰 및 대회, 건축 정보 등을 다루는 웹사이트이다.
현재 칠레 산티아고에 본사를 두고 있으며 베를린, 상하이, 멕시코 시티에 사무소를 두고 있다.

## 개요
아키데일리는 전 세계적으로 가장 인기 있는 건축 웹사이트 중 하나로, 2022년 기준 월간 독자 수는 1,790만 명, 월간 페이지 조회 수는 약 2억 8,300만 건에 달한다.
칠레의 건축가 David Basulto와 David Assael이 2008년 3월에 설립한 아키데일리는 스페인어 (Plataforma Arquitectura, ArchDaily México, ArchDaily Colombia 및 ArchDaily Perú), 포르투갈어 (ArchDaily Brasil) 및 중국어(ArchDaily China)로 된 3개의 지역 웹사이트가 있다. 아키데일리는 프리츠커상과 파트너십을 맺고 있으며 매셔블의 2009년 오픈 웹 어워드(2009 Open Web Awards)에서 최고의 온라인 매거진 상 최종 후보 5개 중 하나였다.
2020년에 아키데일리는 스위스의 미디어 회사인 NZZ Mediengruppe에 인수되었다. 인수 내역은 공식적으로 공개되지 않았지만, 약 1,000만 유로에 인수된 것으로 추정된다.

## 올해의 건축물상
아키데일리는 매년 올해의 건축물상을 수여하고 있으며 60,000명의 건축가 회원들의 투표로 우승자를 선정한다.